# 타카하시 히데노리
타카하시 히데노리(일본어: 高橋 英則, 1983년 12월 7일 ~ )는 일본의 남자 성우이다. 마우스 프로모션 소속.
아오모리현 하치노헤시 출신.